# Louis Veis
Louis Veis (ur. 16 lipca 1992) – duński futsalista, występujący na pozycji napastnika.

## Życiorys
Seniorską karierę sportową rozpoczynał jako piłkarz: w marcu 2010 roku został zawodnikiem Allerød FK, przechodząc do klubu z juniorów FC Nordsjælland. W lipcu 2010 Allerød zwolnił Veisa. W 2013 roku został graczem futsalowego klubu JB Futsal Gentofte. Zdobył z klubem mistrzostwo kraju w latach 2015, 2016, 2018 i 2019.
Strzelił 12 goli w 55 meczach reprezentacji Danii. Wskutek konfliktu piłkarzy z DBU otrzymał ponadto powołanie na mecz reprezentacji piłkarskiej ze Słowacją. W spotkaniu tym jednak nie zagrał.